# Чемпіонат світу з бобслею та скелетону
Чемпіонат світу з бобслею і скелетону- спортивні змагання з бобслею і скелетону, які проводяться Міжнародною федерацією бобслею і тобоггана (в даному випадку під словом «тобоггана» мається на увазі «скелетон»).
Чемпіонати світу з бобслею проводяться з 1930 року. Спочатку програма чемпіонату включала лише змагання чоловічих четвірок, але роком пізніше стали розігруватися і нагороди в двійках. Перший чемпіонат світу з скелетону пройшов в 1982 році. Жіночі бобслей і скелетон з'явилися у програмах чемпіонатів світу в 2000-му (перший час чоловічі і жіночі чемпіонати з бобслею проходили окремо). З 2004 року бобслейний і скелетони чемпіонати світу були об'єднані в одне спортивний захід. Змагання між змішаними командами стали проводитися з 2007 року.

## Загальна статистика за медалями

### Бобслей
| Місце | Країна                  | Золото | Срібло | Бронза | Сумма |
| ----- | ----------------------- | ------ | ------ | ------ | ----- |
| 1.    | Німеччина (в т. ч. НДР) | 50     | 47     | 40     | 137   |
| 2.    | Швейцарія               | 32     | 26     | 27     | 85    |
| 3.    | Італія                  | 18     | 18     | 6      | 42    |
| 4.    | США                     | 7      | 12     | 19     | 38    |
| 5.    | Велика Британія         | 5      | 3      | 3      | 11    |
| 6.    | Канада                  | 4      | 5      | 4      | 13    |
| 7.    | Румунія                 | 2      | 2      | 2      | 6     |
| 8.    | Австрія                 | 1      | 5      | 8      | 14    |
| 9.    | Росія (в т. ч. СРСР)    | 1      | 2      | 4      | 7     |
| 10.   | Бельгія                 | 1      | 1      | 1      | 3     |
| 11.   | Франція                 | 1      | -      | 4      | 5     |
| 12.   | Чехословаччина          | -      | 2      | -      | 2     |
| 13.   | Швеція                  | -      | -      | 2      | 2     |
| 14.   | Латвія                  | -      | -      | 1      | 1     |
| 14.   | Іспанія                 | -      | -      | 1      | 1     |
|       | ВСЬОГО                  | 122    | 123    | 121    | 366   |

### Скелетон
| Місце | Країна          | Золото | Срібло | Бронза | Сумма |
| ----- | --------------- | ------ | ------ | ------ | ----- |
| 1.    | Швейцарія       | 7      | 6      | 4      | 17    |
| 2.    | Німеччина       | 7      | 5      | 7      | 19    |
| 3.    | Австрія         | 6      | 7      | 6      | 19    |
| 4.    | Канада          | 6      | 5      | 4      | 15    |
| 5.    | США             | 3      | 5      | 10     | 18    |
| 6.    | Латвія          | 2      | -      | -      | 2     |
| 7.    | Велика Британія | 1      | 3      | 1      | 5     |
| 8.    | Росія           | 1      | 2      | 1      | 4     |
| 9.    | Нова Зеландія   | 1      | -      | -      | 1     |
|       | ВСЬОГО          | 34     | 33     | 34     | 101   |

### Комбіновані змагання
| Місце | Країна    | Золото | Срібло | Бронза | Сумма |
| ----- | --------- | ------ | ------ | ------ | ----- |
| 1.    | Німеччина | 4      | 2      | -      | 6     |
| 2.    | США       | 1      | 1      | 2      | 4     |
| 3.    | Канада    | -      | 1      | 2      | 3     |
| 4.    | Швейцарія | -      | 1      | 1      | 2     |
|       | ВСЬОГО    | 5      | 5      | 5      | 15    |

## Міста-господарі
- 1930:  Саукс, Швейцарія
- 1931:  Оберхоф, Німеччина;  Санкт-Моріц, Швейцарія
- 1933:  Шклярська Поремба, Німеччина
- 1934:  Енгельберг, Швейцарія;  Гарміш-Партенкірхен, Німеччина
- 1935:  Інсбрук, Австрія ;  Санкт-Моріц, Швейцарія
- 1937:  Кортіна-д'Ампеццо, Італія;  Санкт-Моріц, Швейцарія
- 1938:  Санкт-Моріц, Швейцарія;  Гарміш-Партенкірхен, Німеччина
- 1939:  Санкт-Моріц, Швейцарія;  Кортіна-д'Ампеццо, Італія
- 1947:  Санкт-Моріц, Швейцарія
- 1949:  Лейк-Плесід, США
- 1950:  Кортіна-д'Ампеццо, Італія
- 1951:  Альп-д'Юэз, Франція
- 1953:  Гарміш-Партенкірхен, ФРН
- 1954:  Кортіна-д'Ампеццо, Італія
- 1955:  Санкт-Моріц, Швейцарія
- 1957:  Санкт-Моріц, Швейцарія
- 1958:  Гарміш-Партенкірхен, ФРН
- 1959:  Санкт-Моріц, Швейцарія
- 1960:  Кортіна-д'Ампеццо, Італія
- 1961:  Лейк-Плесід, США
- 1962:  Гарміш-Партенкірхен, ФРН
- 1963:  Інсбрук, Австрія
- 1965:  Санкт-Моріц, Швейцарія
- 1966:  Кортіна-д'Ампеццо, Італія
- 1967:  Альп-д'Юэз, Франція
- 1969:  Лейк-Плесід, США
- 1970:  Санкт-Моріц, Швейцарія
- 1971:  Брей-Червінія, Італія
- 1973:  Лейк-Плесід, США
- 1974:  Санкт-Моріц, Швейцарія
- 1975:  Брей-Червінія, Італія
- 1977:  Санкт-Моріц, Швейцарія
- 1978:  Лейк-Плесід, США
- 1979:  Шонау-ам-Конігсзе, ФРН
- 1981:  Кортіна-д'Ампеццо, Італія
- 1982:  Санкт-Моріц, Швейцарія
- 1983:  Лейк-Плесід, США
- 1985:  Брей-Червінія, Італія
- 1986:  Шонау-ам-Конігсзе, ФРН
- 1987:  Санкт-Моріц, Швейцарія
- 1989:  Кортіна-д'Ампеццо, Італія;  Санкт-Моріц, Швейцарія
- 1990:  Санкт-Моріц, Швейцарія;  Шонау-ам-Конігсзе, ФРН
- 1991:  Альтенберг, Німеччина;  Інсбрук, Австрія
- 1992: Калгарі, Канада
- 1993:  Інсбрук, Австрія;  Ла-Плагн, Франція
- 1994:  Альтенберг, Німеччина
- 1995:  Вінтерберг, Німеччина;  Ліллегаммер, Норвегія (Men's skeleton)
- 1996: Калгарі, Канада
- 1997:  Санкт-Моріц, Швейцарія;  Лейк-Плесід, США
- 1998:  Санкт-Моріц, Швейцарія
- 1999:  Кортіна-д'Ампеццо, Італія;  Альтенберг, Німеччина
- 2000:  Альтенберг, Німеччина;  Вінтерберг, Німеччина;  Інсбрук, Австрія
- 2001:  Санкт-Моріц, Швейцарія; Калгарі, Канада
- 2003:  Лейк-Плесід, США;  Вінтерберг, Німеччина;  Наґано, Японія
- 2004:  Шонау-ам-Конігсзе, Німеччина
- 2005: Калгарі, Канада
- 2007:  Санкт-Моріц, Швейцарія
- 2008:  Альтенберг, Німеччина
- 2009:  Лейк-Плесід, США
- 2011:  Шонау-ам-Конігсзе, Німеччина
- 2012:  Лейк-Плесід, США
- 2013:  Санкт-Моріц, Швейцарія
- 2015:  Вінтерберг, Німеччина
- 2016:  Інсбрук, Австрія
- 2017:  Сочі, Росія